# World-Realtime-Stats
Pour les articles homonymes, voir WRS.
 (décembre 2016).
Si vous disposez d'ouvrages ou d'articles de référence ou si vous connaissez des sites web de qualité traitant du thème abordé ici, merci de compléter l'article en donnant les références utiles à sa vérifiabilité et en les liant à la section « Notes et références ».
World-RealTime-Stats est un site web qui affiche des statistiques mondiales en temps réel relatives à la population mondiale, l'énergie (pétrole, gas, charbon...), l'environnement (CO2), les ressources minières (or, argent, cuivre) et l'alimentation (production) provenant de diverses sources gouvernementales ou d'entreprises.